# Polanka nad Odrou
Polanka nad Odrou je bývalá obec, katastrální území a od 24. listopadu 1990 také městský obvod na jihozápadě Ostravy. Polanka má rozlohu 17,3 km² a téměř pět tisíc trvale přihlášených obyvatel, kterých na rozdíl od velké Ostravy soustavně přibývá. Obvodem protéká řeka Odra, podle níž byla odvozena část názvu. Součástí obvodu je i národní přírodní rezervace Polanská niva, jejíž část je také začleněna do chráněné krajinné oblasti Poodří. Původně se území Polanky nad Odrou členilo na dvě katastrální území: Horní Polanka (severní část) a Dolní Polanka (jižní část), které na horním konci u Klimkovic rozděloval potok Polančice a na dolním konci hlavní silnice, dnes pojmenovaná ulice 1. května.

## Doprava
Autobusová doprava je zajištěna společností Dopravní podnik Ostrava.
V obci se nachází zastávky MHD (v závorce zastavující linky) - stav k 10. 10. 2024.
- Polanka (46, 59, 76)
- Skotnice (46, 59, 76)
- U Dluhoše (46, 59, 76)
- Polanka střed (46, 59, 76)
- Horní Polanka (46, 59, linka 76 pouze ve směru na Klimkovice)
- Hraničky (46, 59, 76 pouze některé spoje)
- Dolní Polanka (46, 59)
- Polanka, žel. zastávka (59)
- Polanka, u Cihelny (76)
- Tomáškova (64, 76)
- Janová (64, 76)
- Přemyšov (64, 76)

V obci jezdí následující linky, které jsou zajištěny převážně nízkopodlažními autobusy.
Linka 46 (Polanka – Horní Polanka – Dolní Polanka – Svinov mosty d. z. – Poruba vozovna – Krásné Pole a zpět), přičemž některé spoje jedou v úseku Polanka – Svinov mosty d. z.
Linka 59 zajišťuje spojení Klimkovic a Polanky s obvody Ostrava-Svinov, Stará Bělá, Ostrava-Jih, a Vítkovice (Ostrava).
Linka 76 zajišťuje spojení lázní v Klimkovicích a Polanky se Svinovem přes osadu Janová (pouze v pracovní dny v přibližně hodinovém taktu).
Obcí také prochází mezinárodní frekventovaná trať Přerov–Bohumín, na které se nachází výhybna Polanka nad Odrou a železniční zastávka Polanka nad Odrou, kde staví řada osobních vlaků ve směru Ostrava hlavní nádraží či Bohumín a Petrovice a Karviné a také ve směru Studénka, Letiště Leoše Janáčka Ostrava a Hranice.

## Historie
- Z roku 1424 je první zápis v zemských deskách opavského knížectví o Polance.
- Z roku 1586 je první písemné doložení tvrze (sídlo pánů) v Polance.
- Počátkem 17. století došlo k rozdělení obce na dvě části - Horní Polanku a Dolní Polanku.
- V roce 1698 byla Dolní Polanka připojena ke klimkovickému panství.
- Po roce 1639 byla tvrz přestavěna na barokní zámek s kaplí.
- V roce 1850 se obě části opět spojily v jednu obec Polanka. Součástí se také staly osady Janová, Přemyšov, Václavovice, Fonovice (poslední dvě již součástí Polanky nejsou a patří ke Klimkovicím).
- V roce 1895 proběhly restaurátorské práce na polanském zámku.
- V roce 1900 byl vysvěcen římskokatolický kostel svaté Anny
- V roce 1911 zprovoznění místní dráhy Svinov (Ostrava) - Polanka - Klimkovice.
- V roce 1935 byl čestným občanem Polanky jmenován T. G. Masaryk.
- 1938 po podpisu Mnichovské dohody bylo celé území obce obsazeno nacistickým Německem, kde se stalo součástí tzv. Sudetoněmeckých území (Sudetedeutsche Gebiete) a 1. května 1939 začleněno do říšské župy Sudetenland.
- 30. dubna 1945 započalo osvobození obce po druhé světové válce, celá obec byla osvobozena 1. května 1945. Toto datum se také promítlo do hlavní ulice procházející celou obcí.
- 24. dubna 1976 se Polanka stala součástí města Ostravy.[2]

## Symboly
Znak a prapor byly uděleny usnesením Rady města Ostravy číslo 2278/64 z 24.08.1993.
Znak
V modrém štítě zlatovlasý stříbrný anděl držící v pravici na jednom zeleném stonku dvě červené růže se zlatými semeníky a v levici zlaté váhy.
Prapor
Avers opakuje znak, revers tvoří dva vodorovné pruhy, bílý a modrý.

## Pamětihodnosti
- Smírčí kříž – Nejstarší dochovanou památkou v Polance je smírčí kříž ze 16. až 17. století, nacházející se u polní cesty vedoucí od Klimkovic ve směru na kostel ve Staré Bělé. Tato cesta se nazývá Mozgal asi proto, že roku 1805 upomínají tažení ruských vojsk za napoleonských válek. Podle místní kroniky měly být kříže tři, ale zachoval se jen jeden, tyto kříže měly označovat hromadné hroby zemřelých ruských vojáků.
- Polanecký les – V Polance nad Odrou se nachází původní lužní lesy s karpatskými prvky, které pokrývají celou oderskou nivu. Co se týče zalesnění oblasti, tak tuto plochu pokrývají, jak listnaté, tak jehličnaté stromy a různé křoviny např. duby, buky, lípy, javory, břízy, habry, smrky atd. Dále i rostlinstvo je hojně zastoupené např. česnek medvědí, ostřice chlupatá, hvězdnatec čemeřicový, babyka atd. Co se týče fauny tak je útočištěm ptactva vodního, tak i drobných pěvců např. volavka obecná, labutě atd.
- Kostel svaté Anny
- Zámek Polanka nad Odrou
- Park Václava Nelhýbla
- Polanský bludný balvan
- Přírodní rezervace Přemyšov
- Studánka svatého Jana

## Významní rodáci
- Václav Nelhýbel (1919-1996), česko-americký hudební skladatel
- Lydie Romanská (1943), básnířka, spisovatelka a sbormistryně

## Další informace
Nejvyšším bodem Polanky nad Odrou je kopec Polanka.

## Galerie

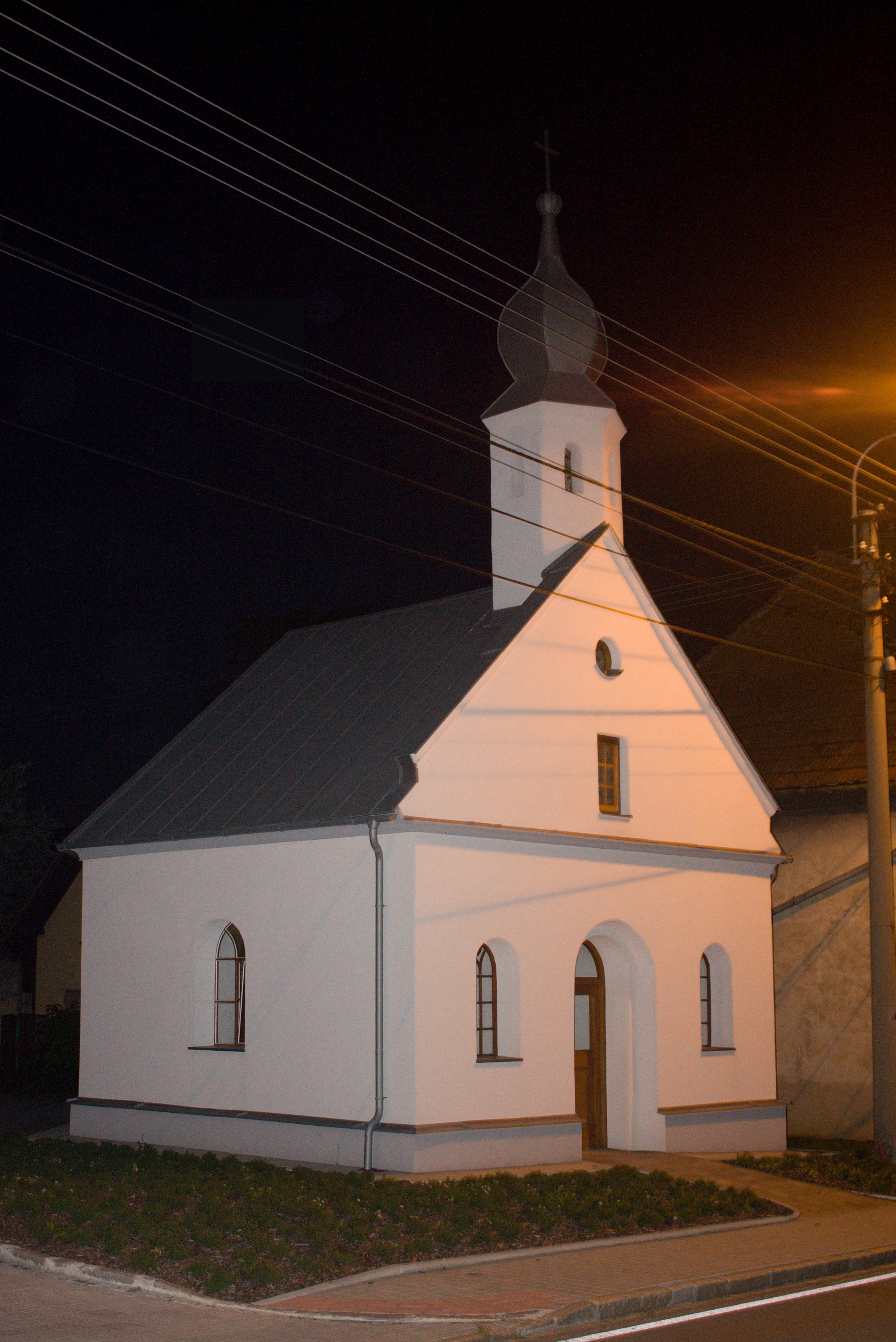
Kaplička
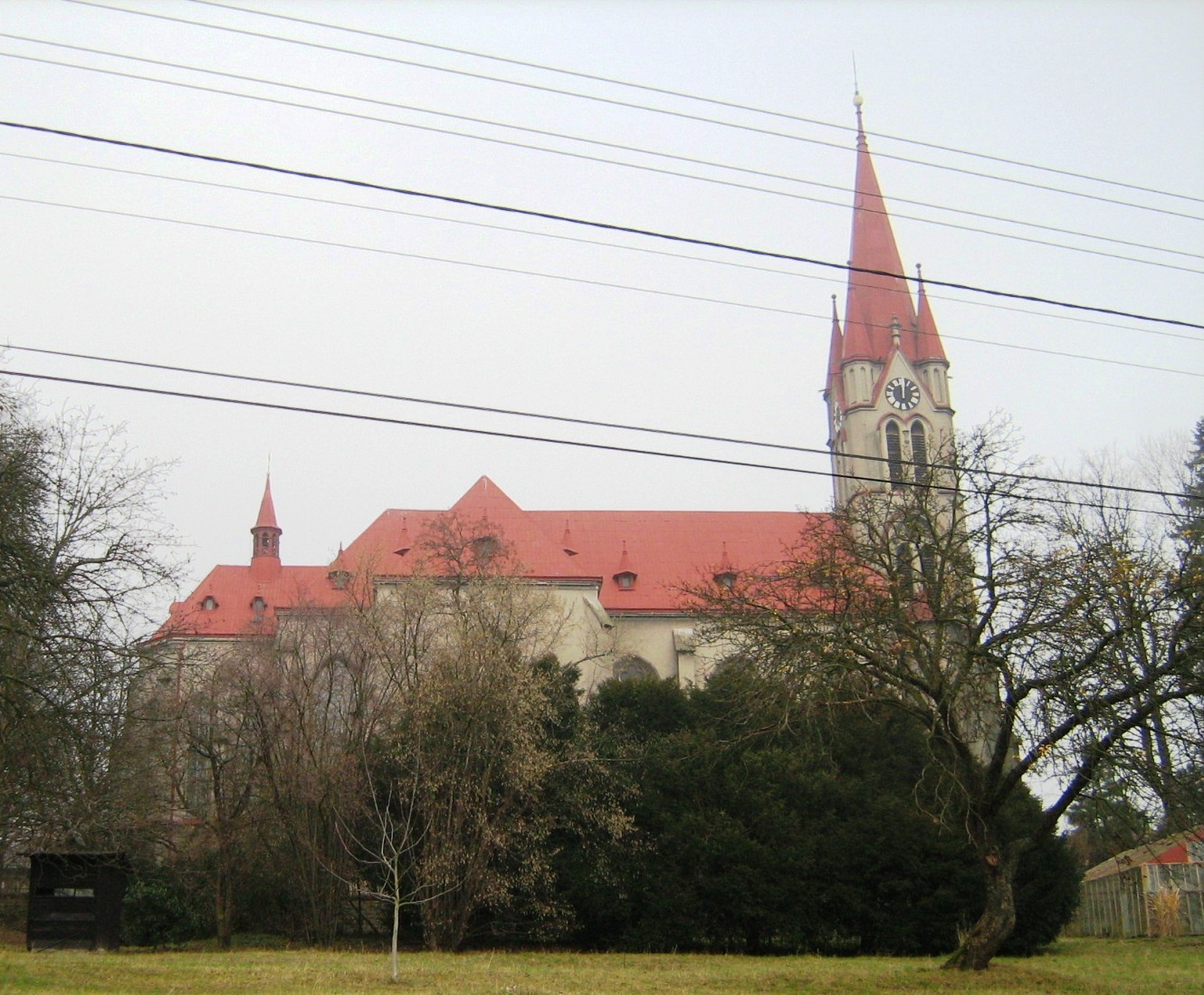
Kostel svaté Anny
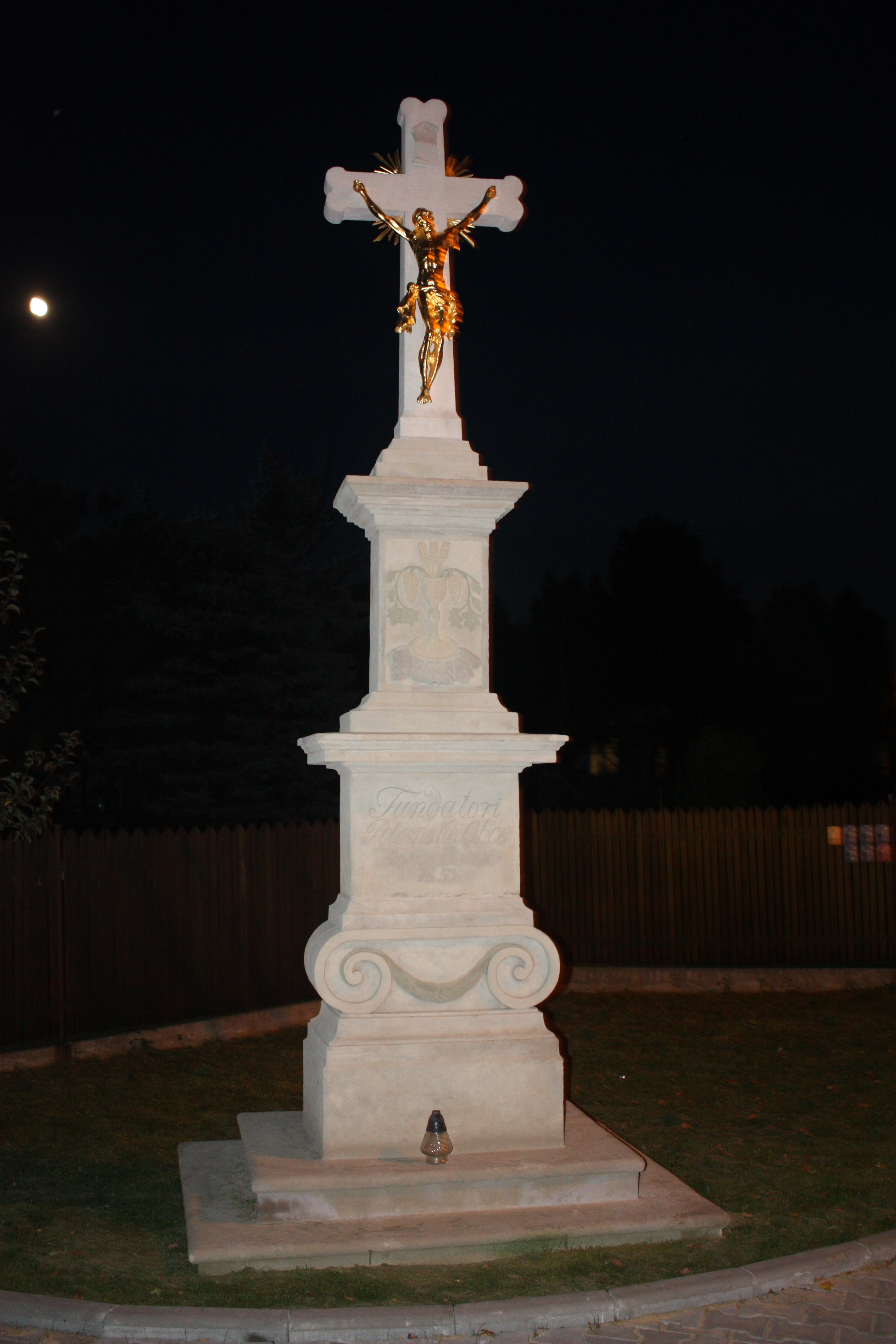
Krucifix
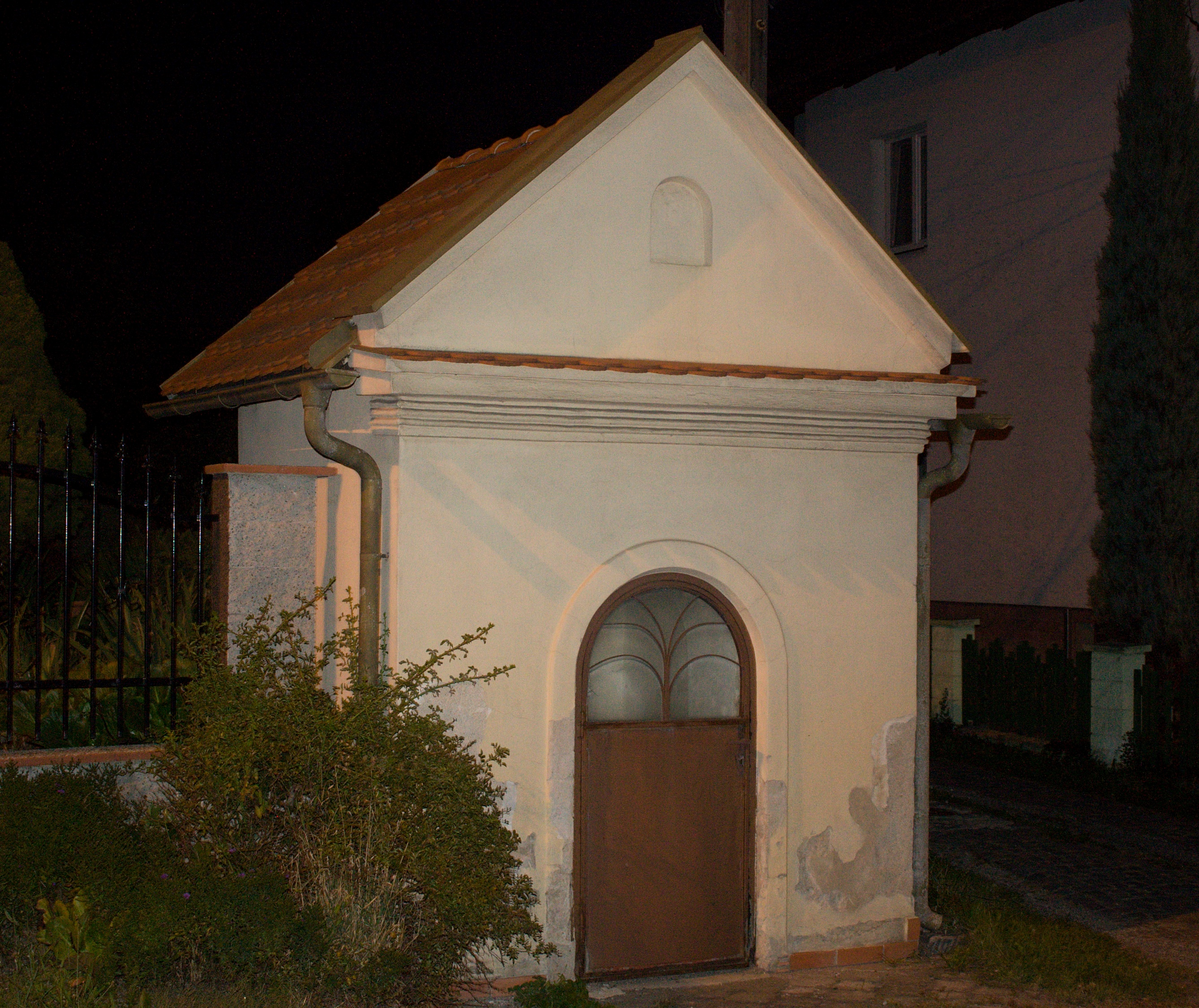
Výklenková kaple
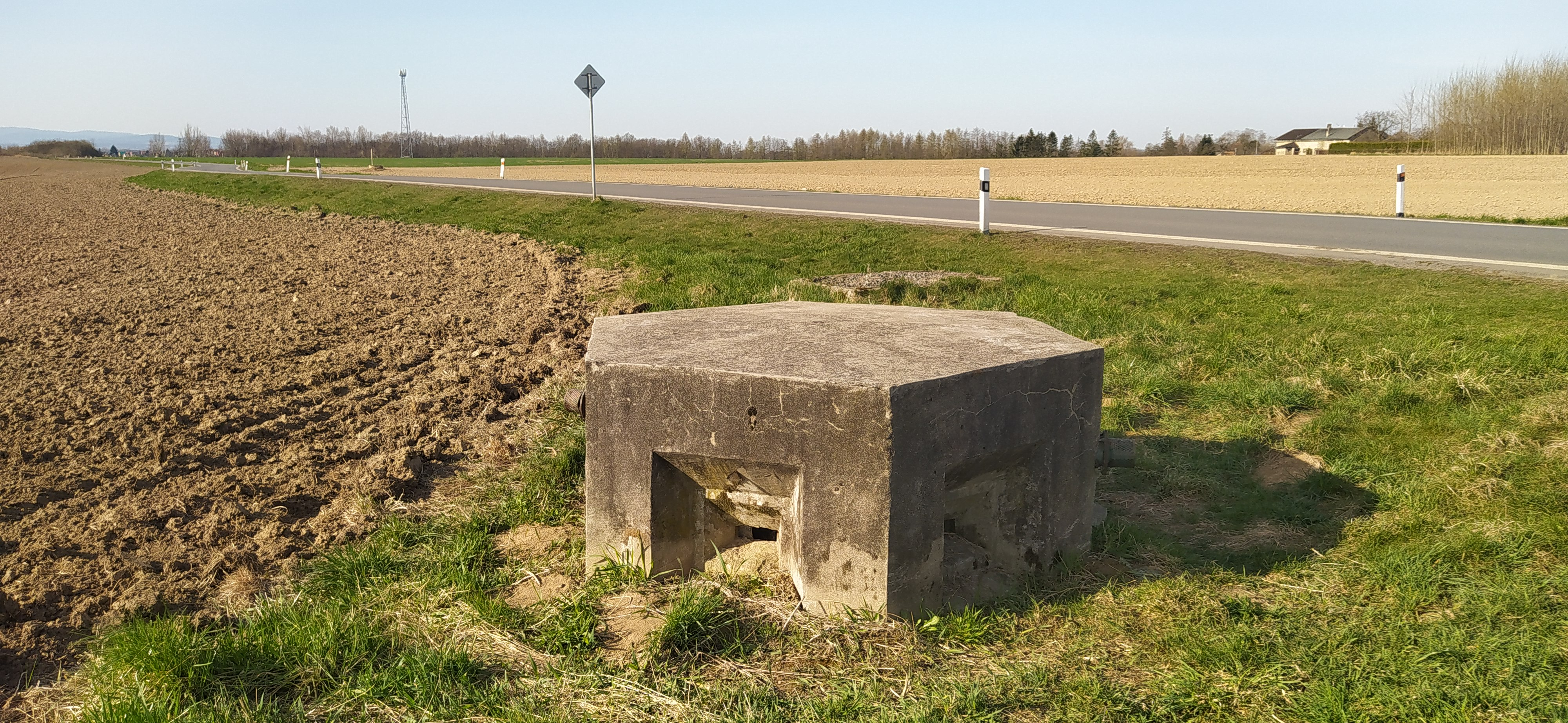
Pozorovatelna civilní obrany Polanka nad Odrou